# Rajská zahrada (Žižkov)
Rajská zahrada na Žižkově je víceúčelový oddechový, sportovní a zábavní park se zahradou, který se nachází v městské části Praha 3 mezi Riegrovými sady (jižně) a náměstím Winstona Churchilla (severně). 
Současná podoba parku pochází z let 2006 až 2008. Zařízení je situováno ve svahu na 4 výškově oddělených terasách. Hlavní terasa s hlavním vchodem z ulice U Rajské zahrady obsahuje celkem tři objekty – pavilon s kanceláří správy parku, veřejnými záchodky a malou kavárnou, v jehož bezprostředním sousedství se nalézá dětské hřiště určené pro nejmenší děti a víceúčelový sportovní stadion doplněný o krátkou tartanovou atletickou dvojdráhu - na stadionu lze hrát například kopanou, nohejbal, florbal, odbíjenou, babytenis, badminton či házenou.
Na druhé terase se nachází volná plocha s lavičkami, což je původně hřiště určené pro pétanque, třetí velká terasa pak slouží jakožto posilovna pod širým nebem, hřiště pro větší děti a také jako sportoviště pro stolní tenis hraný pod širým nebem.
Na čtvrté terase se nalézá pergola a další pavilon, odkud je také velmi pěkný výhled na Prahu. 
Vzhledem k tomu, že jde o zařízení vybudované ve svahu, bylo zde možné vybudovat malou umělou horskou bystřinu (či malý vodopád) a malé jezírko určené pro chov okrasných ryb a želv s uzavřeným oběhem vody.

## Historie
Původně zde bývaly vinice, které v okolí středověké Prahy nechal vysázet císař Karel IV. již v 15. století - šlo o viniční usedlosti č.p. 20 a 21. Mnohem později v roce 1876 zde byla zřízena zahradní restaurace, ve které se konaly promenádní koncerty a bylo zde také předváděno balonové létání. V roce 1885, kdy pozemek přešel do majetku hlavního města Prahy, zde z iniciativy zahradního architekta Františka Josefa Thomayera vznikla zásobní zahrada se skleníky pro pražské městské parky a zahrady - mimo jiné se zde pěstovaly i orchideje. Část původní zahrady byla také postupem doby zastavěna budovami, mimo jiné třeba i sousední budovou Vysoké školy ekonomické (severně) a dalšími. Od 60. let 20. století pak zde stával pavilon jeslí, který byl zbourán v roce 1993.
Přilehlá autobusová zastávka v Italské ulici nesla název Rajská zahrada od počátku 90. let (kdy byla přejmenována z názvu Ústřední rada odborů) až do roku 1998, kdy byl tento název zastávky přenesen na novou stanici metra na Černém Mostě a stávající autobusové zastávky Hejtmanská, zatímco zastávky na Žižkově dostaly nově název Náměstí Winstona Churchilla.